# Franciszek Matuszczak
Franciszek Otton Matuszczak ps. „Dod”, „Ozyrys” (ur. 16 listopada 1895 w Grzegórzkach, zm. 28 sierpnia 1964 w Londynie) – pułkownik piechoty Wojska Polskiego, działacz niepodległościowy, kawaler Orderu Virtuti Militari.

## Życiorys
Urodził się 16 listopada 1895 we wsi Grzegórzki, w ówczesnym powiecie krakowskim Królestwa Galicji i Lodomerii, w rodzinie Franciszka i Salomei z Chrobaków. Ukończył szkołę powszechną w Tymbarku i w 1914 ośmioklasowe c. i k. Gimnazjum w Podgórzu, w którym złożył maturę. Był członkiem oddziału Związku Strzeleckiego w Zatorze. 30 lipca 1914 został zastępcą sekcyjnego II sekcji. 4 sierpnia tego roku wyjechał koleją z Zatoru do Krakowa z grupą 20 strzelców pod komendą Ludwika Naimskiego.
Od 1914 walczył w szeregach 2 pułku piechoty Legionów Polskich. 14 maja 1915, po ukończeniu Szkoły Podchorążych Legionów Polskich „ze stopniem dostatecznym”, został mianowany aspirantem oficerskim w randze tytularnego sierżanta z poborami plutonowego. 28 lipca tego roku został przeniesiony do 6 pułku piechoty, a 15 grudnia mianowany chorążym (komendantem plutonu w XII randze). 1 lipca 1916 awansował na podporucznika. Był zastępcą komendanta oddziału karabinów maszynowych III batalionu 6 pp. Po kryzysie przysięgowym (lipiec 1917) wstąpił do Polskiego Korpusu Posiłkowego i został przeniesiony do 2 pułku piechoty. Po bitwie pod Rarańczą (15/16 lutego 1918) był poszukiwany przez I Ekspozyturę sądu c. i k. 7 Komendy Generalnej jako dezerter.
11 listopada 1918 objął dowództwo 1. kompanii w batalionie kieleckim kapitana Alojzego Wir-Konasa, późniejszym I batalionie 25 pułku piechoty. Od stycznia 1920 do 1921 był dowódcą Batalionu Zapasowego 25 pułku piechoty w Miechowie. 19 sierpnia 1920 został zatwierdzony z dniem 1 kwietnia 1920 w stopniu kapitana, w piechocie, w grupie oficerów byłych Legionów Polskich.
3 maja 1922 został zweryfikowany w stopniu kapitana ze starszeństwem od 1 czerwca 1919 i 333. lokatą w korpusie oficerów piechoty. W sierpniu tego roku został przydzielony z macierzystego pułku do Centralnej Szkoły Strzelniczej w Toruniu na stanowisko dowódcy oddziałów podoficerskich (baonu). 31 marca 1924 prezydent RP nadał mu stopień majora ze starszeństwem z dnia 1 lipca 1923 i 101. lokatą w korpusie oficerów piechoty. W lutym 1925 został przesunięty na stanowisko dyrektora nauk Centralnej Szkoły Strzelniczej. W marcu 1929 został przeniesiony do 1 batalionu ciężkich karabinów maszynowych w Biedrusku na stanowisko dowódcy batalionu. 24 grudnia 1929 prezydent RP nadał mu z dniem 1 stycznia 1930 stopień podpułkownika w korpusie oficerów piechoty i 15. lokatą. W kwietniu 1930 został przeniesiony do 49 pułku piechoty w Kołomyi na stanowisko zastępcy dowódcy pułku. Obowiązki służbowe łączył z działalnością społeczną w Towarzystwie Przyjaciół Huculszczyzny w Kołomyi. Był również prezesem miejscowego koła Związku Legionistów Polskich. W lipcu 1935 został przeniesiony do 18 pułku piechoty w Skierniewicach na stanowisko dowódcy pułku. Generał brygady Antoni Szylling ocenił go jako „dobrego dcę w polu, jak i w pracy wyszkoleniowej. Taktycznie dobry. Wychowawca dobry. Rezultaty wyszkoleniowe zwłaszcza strzeleckie dobre”. Pozytywna opinia umożliwiła mu awans na pułkownika ze starszeństwem z 19 marca 1939 i 6. lokatą w korpusie oficerów piechoty. Pułkiem dowodził do 5 czerwca 1939, a później został przeniesiony do Departamentu Piechoty Ministerstwa Spraw Wojskowych.
W czasie kampanii wrześniowej przekroczył granicę z Węgrami, gdzie został internowany. Od 1942 do 19 marca 1944 kierował Wojskową Bazą Wywiadowczo-Łącznikową nr 1 w Budapeszcie (kryptonim „Liszt”). Z chwilą wkroczenia Niemców na terytorium Królestwa Węgier zlikwidował aparat bazy i aby zatrzeć wszelkie ślady po sobie, sfingował swoją śmierć od bomby lotniczej. Pod koniec marca 1944 powstała nowa Baza o kryptonimie „Pestka”, której komendantem został Zbigniew Borówko, choć pośrednio kierował nią nadal pułkownik Matuszczak. Zbigniew Ryś, jego podwładny stwierdził, że pułkownik „lubił konspirację, był jej mistrzem”. W lutym 1945 został aresztowany przez sowietów, ale po kilku miesiącach zwolniony. Od listopada 1945 służył w 2 Korpusie Polskim we Włoszech. Po demobilizacji pozostał na emigracji w Wielkiej Brytanii. Zmarł 28 sierpnia 1964 w Londynie. Został pochowany na cmentarzu Harrow Weald.
Był żonaty z Marią, działaczką społeczną, od 25 grudnia 1934 kierowniczką kuchni dla ubogich i bezrobotnych oraz członkinią Rady Miejskiej Komunalnej Kasy Oszczędności w Kołomyi, z którą miał córkę Marię (ur. 17 września 1927).

## Ordery i odznaczenia
- Krzyż Srebrny Orderu Wojskowego Virtuti Militari nr 7008 – 17 maja 1922[52][53]
- Krzyż Niepodległości – 6 czerwca 1931 „za pracę w dziele odzyskania niepodległości”[54][55][56]
- Krzyż Kawalerski Orderu Odrodzenia Polski – 10 listopada 1938 „za zasługi w służbie wojskowej”[57][58][59]
- Krzyż Walecznych czterokrotnie[60] (po raz 2, 3 i 4 „za udział w b. Legionach Polskich”[61][62])
- Srebrny Krzyż Zasługi[60][63][64]
- Medal Pamiątkowy za Wojnę 1918–1921[65]
- Medal Dziesięciolecia Odzyskanej Niepodległości[65]
- Krzyż Oficerski jugosłowiańskiego Orderu Orła Białego[65]
- Medal Zwycięstwa[66]
- Krzyż Pamiątkowy 6 Pułku Piechoty Legionów Polskich (Krzyż Wytrwałości)[18]
- Pierścień Oficerski 6 Pułku Piechoty Legionów Polskich[67]